# Banque Heritage
Banque Heritage es un banco privado de Suiza con sede en Ginebra especializado en la gestión de patrimonio e inversiones alternativas

## Historia
Fue fundado en 1986 como family office bajo la denominación de ""Heritage" Finance et Trust SA" con sede en Lausana por Carlos Esteve. Especializado inicialmente en la gestión del patrimonio de la familia empresarial Esteve, Carlos Esteve fue ampliando sus actividades con el tiempo para atender también a clientes externos.
En la década de 1990, Antonio Bravo y Louis-Fredéric de Pfyffer se unieron a otros dos ex graduados de la Universidad de Lausana y juntos continuaron expandiendo la empresa de gestión de activos, que se trasladó a Ginebra en 1993, y en 2000 recibió una licencia como agente de valores de la Comisión Bancaria Federal de Suiza. T
Tres años más tarde, la SFBC otorgó a la empresa una licencia bancaria, después de lo cual la empresa pasó a llamarse primero "Heritage Bank and Trust" y luego "Banque Heritage" en 2006.
En la actualidad, la banca privada, la gestión de activos, la compraventa de valores y las inversiones alternativas son las principales actividades de Banque Heritage, participada mayoritariamente por la familia Esteve y su dirección. Además de su sede en Ginebra, el instituto bancario también tiene representación en Basilea, Zúrich y Sion. Además, en 2007 adquirió el Banco Surinvest SA en Montevideo. El cual pasó a denominarse como Banco Heritage Uruguay y comenzó a funcionar como la única que subsidiaria de este en América. Además, en 2015 fue adquirió el Bank Hottinger  .
A principios de 2019, Banque Heritage y Basler Sallfort Privatbank se fusionaron.  La fusión tuvo como objetivo la expansión de las operaciones comerciales, además de aumentar la presencia en el mercado.  Los activos bajo gestión ascendieron a seis mil millones de francos suizos. 
El banco privado de Sallfort tiene como origen las primeras actividades de la casa comercial de lúpulo de Nuremberg fundada en 1794.  

## Actualidad
En la actualidad el Banque Heritage emplea a unas 766 personas en total empleados y, a mediados de 2017, tenía un balance total de 4.7 mil millones de francos. A finales de 2017, el patrimonio de los clientes ascendía a unos 6 mil millones de francos.
Raiffeisen (Suiza)